# 聴取率
聴取率（ちょうしゅりつ）は、ラジオ番組が当該地区の放送地域内で聴取された割合を人口比率パーセントで表す推定値である。

## 概要・特徴
ラジオ聴取率はテレビ視聴率に類似するが、調査手法は異なり、個人に調査する「個人調査」である。
調査会社がラジオ局の依頼で調査しており、日本国内の聴取率はニールセンとビデオリサーチの2社が測定していたが、2000年にニールセンが個人視聴率導入で民放と対立して日本の聴取率調査から撤退し、現在はビデオリサーチが測定した結果が用いられている。
従来「＊＊地区民放合同ラジオ聴取率調査」と称されていたが、2009年6月から「＊＊地区民放合同ラジオ個人聴取率調査」と個人調査が明記される。NHK放送文化研究所は7歳以上を対象に全国単位で集計する「テレビ・ラジオ番組個人視聴率調査」を独自に算出し、ビデオリサーチは12歳から69歳を対象に地域ごとに集計するなど、両者は差違がある。NHKの視聴率は全て公表され、ほかに広告代理店などの独自調査も散見される。コミュニティFM局が単独でエリア内の聴取率調査を実施して公表する場合もある。
2018年にTBSラジオは長年指標としてきた聴取率に加え、radikoを使用した番組の延べ接触人数がわかる「ラジオ365データ」の使用を始めた。

## 歴史
1952年1月27日に大阪で新日本放送・朝日放送・電通の3社共同で、民放初の聴取率調査を実施した。

## 調査方法
ラジオ放送はカーラジオや携帯型ラジオ、21世紀以降はインターネットを利用したスマートフォンアプリなどで聴取する者も多く、特定のラジオ受信機に設置する機械的な調査が困難であることから、個々人に聴取時間帯と局をアンケート調査する日記形式で行われている。
機械調査でないため、1分毎の算出が困難であることから、最小算出単位は5分と設定されている場合が多い。調査対象者は、基本的に対象地域に居住する12歳から69歳までの男女だが、自己申告制であるため、調査結果がラジオ局の宣伝や編成などで偏差が過大になる可能性がある。
調査期間中は民放ラジオ局が「スペシャルウィーク」や、FM局では「パワーウィーク」「リスナーズウィーク」「ハッピーウィーク」などとして賞金や賞品などのプレゼントを通常より増発する、著名芸能人などを特別ゲストに迎える、地方局ではキー局から人気パーソナリティを迎えるなど、聴取率上昇を企画している。偶数月に全国ネットの番組がプレゼントを増発したり特番を放送するのは、首都圏における聴取率調査に起因する。その一方で、一部の放送局では調査の正当性を保つために特別編成を敷きつつも、放送内では聴取率調査を匂わせるような内容にならないように出演者に求めていることもある。
長時間に渡って聴取して貰えるように、調査実施期間に複数のワイド番組に統一したテーマをつけて関連性を高める試みを行う放送局もある。
民放ラジオは毎週日曜深夜から月曜未明に放送機器や送信機の保守点検を目的として数時間程度放送休止するが、当該時間帯に番組を編成している放送局に対抗してスペシャルウィーク期間中は終夜放送する事例もある。
TBSラジオは、2010年からradikoを通してリアルタイム聴取者数が把握可能となったことから、キー局で初めて調査週間について「スペシャルウィーク」の呼称と期間内の特別編成を2018年11月で取り止め、12月以降は聴取率調査期間中であっても通常番組を編成をしている。TBSラジオでスペシャルウィークの代替として毎年3月や9月の改編期（いずれも聴取率調査期間外）を中心として特別編成を行う。
ビデオリサーチも、radikoのデータを利用して毎日のラジオ聴取状況を推計する「ラジオ365データ」を開発し、2020年4月から首都圏エリアでサービス開始した。今後は関西圏や中京圏などの他地域でも展開を予定としている。

## 各都道府県ごとの調査状況
同一都道府県内で民放AM局・FM局がそれぞれ1局以上存在する地域が大半で、大都市圏を中心に地域内ラジオ局合同の調査が2007年11月現在で21地区と増加している。
1990年開始の首都圏、2001年開始の関西圏、2002年開始の中京圏ではビデオリサーチが独自調査している。単独の調査は自局に有利な調査結果が期待できるため、公平性に欠けるが1局単独で独自に調査を依頼する地域も散見される。

### 年間で2回以上の合同調査を行う都道府県

#### 現在
関東広域圏、首都圏
偶数月第3週に固定して年6回各1週間ずつ、東京駅を中心とする35km圏内の居住者を対象に調査する。南関東のFMヨコハマ、NACK5、BAYFMら県域FM3局も調査期間は同一である。オリンピック開催期間中は特別編成が多くなるためオリンピック期間を避けて調査期間を設けている。
中京圏
以前は6月と12月だが、現在は4月、6月、10月、12月に各1週間ずつ実施する。中京圏は各局独自調査時期が長いが2007年に愛知県内4局が合同調査へ移行した。愛知県と隣接の三重県、岐阜県の45市28町1村を対象にするが、岐阜と三重県内のラジオ局は合同調査に参加せず、各局が独自に調査している。
関西圏
6月と12月に各1週間ずつ実施する。大阪府下5局が共同で、大阪府、京都府、兵庫県の45市5町の居住者を対象に調査する。FM COCOLOと、隣接する滋賀県、京都府、兵庫県、和歌山県のラジオ局は参加せず、各局が独自に調査している。
福岡県
6月頃と12月頃に各1週間ずつ、福岡市と北九州市と周辺を含む13市12町の居住者を対象に調査する。CROSS FMは2008年冬季調査を最後に離脱してLOVE FMは参加せず、両局の独自調査の有無は不明で、調査対象外局の合算にあたる「その他のFM局（AM局）」は算出発表がなく、RKBラジオ、KBCラジオ、FM FUKUOKAの3局が参加している。

#### 過去
北海道
2010年までは6月と12月に各1週間ずつ、札幌市と隣接3市1町の居住者を対象に調査しており、テレビ視聴率同様に道内の他地域は調査していなかったが、HBCラジオ・STVラジオ・AIR-G・NORTHWAVEの4局合同で実施していた。なお、2011年以降は年1回で、奇数年の場合はナイターシーズン中の6月から8月の間に、偶数年の場合はナイターオフの期間の11月から12月前半の間に実施されている。NORTHWAVEは2011年は調査に参加しなかったが、2012年から復帰している。また、2020年以降は全道の居住者を対象にしている。

### 調査サンプル除外世帯
- マスコミ関係（放送局・新聞社など）に勤めている家族がいる世帯。
- 芸能人・芸能関係者の家族がいる世帯。
- 国会議員・都道府県および政令指定都市の首長及び議員の家族がいる世帯。

## 現状
JRN加盟の民放AM局が、北海道と関東・関西と沖縄を除く国内全てで当該地区の全放送時間帯で聴取率単独首位であることが多い。JRN単独局のRKBは他系列のNRN単独局より大幅に高い聴取率で首位を維持している。JRN幹事局のTBSラジオは前述の通り、「スペシャルウィーク」の呼称、および期間内における特別な編成を2018年12月から取りやめた結果、ニッポン放送やJ-WAVEと差がなくなり、同率首位になることが増えた。
北海道地区
セッツ・イン・ユース (sets in use) と称される全局同時刻合算聴取率の最大値が2012年に平日9時から12時で10パーセント (%) を超えるなどラジオ聴取率が高く、民放各局が調査結果をリスナー向けに公式サイトで公表しており、NRN単独のSTVラジオが全時間帯の全世代聴取率が全日平均で1984年前期から2011年の54期連続1位で、JRN・NRNクロスネットのHBCラジオが同一条件の平日午後で2008年前期から2012年の8期連続1位である。2010年12月調査では2008年夏のSTVとの同率1位以来平日全日帯（6時 - 24時）で5期ぶりの単独1位で、2012年12月調査では28年ぶりにHBCラジオが全日・平日とも全時間全世代で単独1位である。両局ともに突出して高聴取率を獲得している時間帯があり、それぞれSTVは『ウイークエンドバラエティ 日高晤郎ショー』や『Yo!Hey!サンデー』を放送する土・日曜の日中帯、HBCはファイターズ戦中継と関連番組「ファイターズDEナイト!」が放送される平日夜帯、『カーナビラジオ午後一番!』や『夕刊おがわ』の平日午後のワイド番組で、平日はHBC土日はSTVが優位であったがHBCが土日の一部番組で高聴取率を得て長年STVが牙城の首位となるも、前述のSTV土日2番組に対してHBCが勝利した旨の記述は見られず、STV土日優位は継続している。年代別集計の男女15歳 - 39歳は全日平均でAIR-G'が1995年前期〜2012年の33期連続1位、2011年と2012年に男女15歳 - 49歳も1位と発表するなど、上位3局とも聴取率の差は少ない。札幌圏以外の地方都市では地域のコミュニティーFM局が独自に調査を行なっている場合があり、地元CFM局が1位など同じ道内でも聴取嗜好が異なる結果が見られる。HBCは、調査期間外ではあるが2012年日本シリーズ中継のRadiko聴取数についてプレスリリースを出している。2014年もHBCは春改編1週目及びプロ野球開幕の1週目と2週目と土曜日夕方のプロ野球中継のRadiko聴取数をプレスリリースで公表している。特に平日のプロ野球中継では60%を超える占拠率で、土曜日のファイターズ戦独占放送は80%を超える非常に高い占拠率であるとしている。
首都圏
全世代・全時間帯平均でニッポン放送が首位の時代が長かったが、「LF+R」の失敗、そして聴取率の調査対象者が69歳まで引き上げられたのを機に形勢が逆転することになる。TBSラジオが2001年8月 - 2021年4月調査で119期連続1位を達成していた。しかし、2021年6月調査で単独首位をJ-WAVEに明け渡し、119期・19年10カ月にわたる連続首位記録が途切れることとなった。さらに、同年10月調査では、TOKYO FMが現在の区分での調査開始以来初めて、全日平均の「男女12～69歳」で単独首位を獲得した。上述で示した通り、TBSラジオは2018年頃からJ-WAVE・ニッポン放送と差がなくなり、同率首位になることが増えている。若年層のシェアではNACK5が、2012年12月調査でAM、FM局の首都圏全局中、M1・M2、F1・F2層で単独首位だったことに加え、月 - 木曜日のすべての生ワイド番組で単独首位を、近年の2020年8月期でもAM・FM首都圏全局中、M1・M2、F1・F2層で平日平均・週平均ともに単独首位を獲得しており、NACK5の牙城となっている。
中京圏
かつてはCBCラジオが総合で首位になることが多かったが、近年ではZIP-FMが首位であり、学生世代から40代男女に至るまで支持され他局を圧倒している。東海ラジオ放送は前身の放送局があった岐阜・三重両県で聴取率が高い。
関西地区
長年ABCラジオが聴取率首位を維持してきたが、2009年7月改編時にABCラジオが自社制作番組を大量に打ち切り、月 - 金の夜間・深夜は東京発のJRN・NRN番組を多く放送するようになった。2009年10月の調査でMBSラジオが8年ぶりに首位で、セッツインユースが7.9%に落ち込みラジオ離れが見られる。阪神戦中継の聴取率は『ABCフレッシュアップベースボール』が在阪局首位だったが、後に解説陣の高齢化や若手実況アナ育成の後れにより『MBSタイガースライブ』が首位になる。若年層のシェアはMBS・ABC共にFM802・FM大阪などのFM局に奪われ、FM802の聴取率は主なターゲットの18−34歳だけでなく12−69歳の個人全体でもMBS・ABC両局と僅差で、2009年12月の調査で単独首位である。近年の2020年12月調査によると74回連続でFM802が12−69歳の個人全体でFM・AM全局中、月～日の全日平均で単独首位となっている。なお、ABCの深夜放送の東京発ネット番組は2014年4月改編で多くが自社制作に戻された。

## 聴取率とCM料金区分の関係
一般に民放ラジオのCM料金は、大半の局は月 - 土曜日の朝と夕方など聴取者が多い時間帯ほど高額に、深夜帯や土・日曜日の早朝帯など聴取者の少ない時間帯は安価に設定されている。区分は局によって異なり、月 - 土の7時台 - 8時台及び17時台 - 18時台など売り上げが多い大企業向けの枠である最高額帯は「A」または「特A」、主に9時台 - 16時台・19時 - 0時など中小・零細企業や個人経営の商店も宣伝可能な廉価枠である中間帯は「B」または「特B」、主に0時台 - 6時台の最低額帯は「C」、と区分される場合が多く、タイムCMやスポットCMの放送料金として適用される。周波数およびコールサインが地域毎に異なる「多元放送」が可能な局では、地域毎にエリア限定番組やCMを流す「ローカル番組枠」及び「ローカルSB（ステーションブレイク）枠」も設定されている。
CM料金区分の改訂は聴取率調査の結果を基に、毎年春期4月と秋期10月の定期改編時にそれぞれ実施され、聴取率の高い時間帯は基本料金を値上げし、逆に低い時間帯は値下げする。実際に放送局が料金を改定することは殆どなく、「実勢価格」とされる実運用面での割引料金設定を適用するか、タイム提供期間、スポット放送本数に応じて割引を行うことが通例である。民放各社はこの数値が広告の営業活動に大きく関わることから聴取率を重視している。調査結果は全体結果に併せて年齢や職業属性、地域などの詳細項目もあり、朝夕の通勤時間帯はドライバー、夜間〜深夜帯は学生などターゲットを絞った調査結果を用いてスポンサー企業であるクライアントへ営業活動が行われる場合が多い。個人毎の年代・職業属性を生かした料率算出が、個人聴取率の特徴でテレビの世帯視聴率との相違点である。各ラジオ局の番組表にはCM料金区分が併記されている場合もあり、スポンサーと各局営業部門がCM料金の交渉時にCM料金が書かれた番組表が使われている。スポットCMの放送時刻を記載するためのCM放送時刻表を用意している局も多く、一般聴取者用と業務用で2種類の番組表を作成している局もある。単発特番の場合は割増料金が適用されるが割増・加算率は局により異なる。
プロ野球中継は人気番組として聴取者数も多く複数スポンサーの共同提供が多く、CM料金や放送が通常の番組・料金設定と異なり各スポンサーのCMが均等回数放送できるように運用される。プロ野球中継を実施する殆どのAMラジオ局で放送される、JRN・NRNのナイター中継（HBC・STV・TBC・CBC・SF・MBS・ABC・RCC・RKB・KBCの地元球団重視中継も含む。TBSラジオは2017年限りでペナントレースの中継から撤退）は1曜日6社の提供を想定し、試合開始前に各社1回ずつ・試合中8回裏終了までの各イニング終了毎に1回3社ずつ・試合終了後に各社1回ずつの、1日各社全10回の均等放送を図っており、各放送局は自社営業によるスポンサーやJRN・NRNの全国ネットスポンサーのCMを組み合わせて放送を行う。イニング中の選手交代時間もCM放送時間として充てられるため実際のCM放送回数は11回以上となることが多く、局によっては9回ウラ以降の試合延長部分も含めてその日のスポンサーへのサービスとしてCMの均等放送を実施する場合もある。